# تلویزیون با محدوده دینامیکی بالا
تلویزیون با محدوده دینامیکی بالا (انگلیسی: High-dynamic-range television) که به اختصار اچ‌دی‌آر (HDR) نامیده می‌شود، نوعی فناوری است که کیفیت سیگنال‌های صفحهٔ نمایشگر را بهبود می‌بخشد. فناوری اچ‌دی‌آر با فناوری قدیمی‌تری که «محدوده دینامیکی استاندارد» (SDR) نامیده می‌شود، فرق دارد. HDR نحوه نمایش روشنایی و رنگ‌های ویدیوها و تصاویر را در سیگنال تغییر می‌دهد و امکان صفحه‌ای روشن‌تر و با جزئیات بیشتر، سایه‌های تیره‌تر و دقیق‌تر و طیف وسیع‌تری از رنگ‌های تند و تیزتر را فراهم می‌کند.
اچ‌دی‌آر به نمایشگرهای سازگار با این فناوری اجازه می‌دهد تا تصاویر با کیفیت‌تری را از فرستنده دریافت کنند. اما ویژگی‌های ذاتی یک نمایشگر (روشنایی، کنتراست و قابلیت نمایش رنگ) را بهبود نمی‌بخشد. همه نمایشگرهای اچ‌دی‌آر قابلیت‌های یکسانی ندارند و محتوای اچ‌دی‌آر بسته به نوع نمایشگر مورد استفاده، متفاوت است و استانداردها بسته به قابلیت‌های صفحه نمایش، نحوهٔ تبدیل سیگنالهای دیجیتال مورد نیاز را تعیین می‌کنند.
تلویزیون با محدوده دینامیکی بالا برای نخستین بار در سال ۲۰۱۴ برای بهبود کیفیت ویدیوها استفاده شد، و اکنون برای تصاویر غیرمتحرک نیز در دسترس است.
تلویزیون با محدوده دینامیکی بالا بخشی از تصویربرداری اچ‌دی‌آر است: فرآیندی تمام عیار برای افزایش دامنه دینامیکی تصاویر و ویدیوها از ضبط و ایجاد آنها تا ذخیره، توزیع و نمایش آنها. تلویزیون با محدوده دینامیکی بالا همچنین طیف رنگی (گاموت) را بهبود می‌بخشد، زیرا آرای‌سی ۲۱۰۰ و همه فرمت‌های معمول این فناوری نیازمند اچ‌دی‌آر هستند تا با «طیف رنگی گسترده» (WCG) پخش شوند.